# Anne-Caroline Chausson
Anne-Caroline Chausson (Dijon, 8 de outubro de 1977) é uma ciclista francesa, medalhista de ouro no BMX nas Olimpíadas de verão de Pequim 2008 e campeã de downhill, 4x e dual slalom no mountain bike, tendo quinze camisas arco-íris referentes a campeonatos mundiais na categoria adulto da Union Cycliste Internationale e quatorze títulos europeus além de sete Copas Mundiais de Mountain Bike.

## Carreira
Nascida em Dijon na França, Chausson deixou a bem sucedida carreira de piloto de bicicross com apenas dezesseis anos em 1993 para competir no mountain bike, vencendo os campeonatos mundiais de downhill em 1993, 1994, e 1995 na categoria juvenil, quando passou a competir na categoria adulta, onde foi campeã mundial por oito anos consecutivos, sendo considerada a maior atleta feminina do downhill do mountain bike de todos os tempos.
Em 1996, Chausson terminou a copa do mundo de downhill em segundo, atrás da norte-americana Missy Giove, mas venceu o campeonato mundial de downhill, derrotando a também norte-americana e ex-campeã de bicicross Leigh Donovan, ficando Giove em terceira, com a medalha de bronze.
Chausson ficou novamente em segundo lugar na Copa do Mundo de Downhill em 1997, mas venceu com facilidade o Campeonato Mundial de downhill derrotando a suíça Marielle Saner e a finlandesa Katja Repo.
Em 1998, Chausson finalmente conseguiu vencer a maior força física de Giove, com a qual polarizou as disputas por quasae uma década, ao vencer a Copa do Mundo e também o campeonato mundial, com a terceira colocada da copa mundial, a também francesa Nolvenn LeCaer. Ela repetiu as duplas vitórias na Copa e Campeonato Mundial em 1999 e 2000.
Em 2000, Chausson resolveu disputar outras modalidades, passando a competir no dual slalom, categoria na qual dois atletas disputam entre si uma prova em que é necessário contornar bandeiras no menor tempo possível, com alguns saltos durante o percurso, semelhante ao slalom do esqui e snowboard.
Após a terceira temporada sendo disputada na copa mundial, o slalom foi adotado também no campeonato mundial e Chausson venceu nas duas competições sobre a ex-piloto de bicicross, a norte-americana Tara Llanes.
Chausson perdeu a Copa Mundial de dual slalom de 2001 para Donovan,mas venceu o campeonato mundial novamente, derrotando a australiana Katrina Miller, se tornando a única campeã da categoria nos dois anos em que a modalidade foi disputada.
Em 2002, a União Ciclística Internacional adotou o 4x, seguindo a tendência iniciada pela NORBA no ano anterior, em 2001 para substituir o dual slalom no campeonato e na copa mundial. Inspirada no próprio bicicross, consiste em quatro atletas disputando em um percurso semelhante a uma pista de bicicross, mas a bordo de mountain bikes aro 26, em um sistema de eliminatórias onde somente o vencedor de cada bateria avança para o estágio seguinte.
Chausson venceu novamente todos os campeonatos disputados na assim como o downhill à frente da compatriota Sabrina Jonnier e no campeonato mundial, onde ela derrotou novamente a australiana Katrina Miller.
Em 2007, após quatorze anos afastada, ela retornou às competições de BMX, visando as Olimpíadas de Pequim em 2008, onde o esporte faria a sua estreia, onde novamente foi a vencedora, se tornando a primeira pessoa a vencer em todas as modalidades de competição que disputou.

## A medalha olímpica de bicicross
Junto com Laëtitia Le Corguillé, Chausson representou a França na estreia do bicicross como esporte olímpico nas Olimpíadas de Verão de Pequim em 2008, se tornando a primeira medalhista de ouro da modalidade. Mas ao contrário das incontestáveis vitórias do mountain bike, a medalha de ouro olímpica veio de forma controversa, após um acidente normal da categoria com a britânica Shanaze Reade, ficando sua compatriota Corguillé com a prata.
Shanaze Reade, uma atleta descendente de jamaicano com irlandesa e conhecida por sua impressionante força física, tri-campeã mundial, hepta-campeã europeia e pentacampeã britânica de bicicross, além de campeã mundial de ciclismo de pista em dupla com Victoria Pendleton e candidata a mais dura adversária, bateu na roda traseira de Chausson e caiu na última curva.

## Títulos
- Campeã Mundial Downhill Júnior: 1993, 1994, 1995
- Campeã Mundial Downhill Sênior: 1996, 1997, 1998, 1999, 2000, 2001, 2002, 2003, 2005
- Campeã Mundial Dual Slalom: 2000, 2001
- Campeã Mundial de 4X: 2002, 2003
- Campeã Olímpica de BMX: 2008